# Pétosiris
Pétosiris, appelé Ânkhefenkhonsou, est « un des cinq grands » (djw wr) prêtres de Thot à Hermopolis qui a gravi les différents degrés de prêtrise au service de Sekhmet, Khnoum, Amon-Rê et Hathor.

## Généalogie
Fils de Sishou et de la dame Néfer-renpet, il a vécu à la fin de la XXXe dynastie peu avant la seconde invasion perse et fut considéré comme un sage par ses contemporains comme en témoignent les nombreux graffiti de dévotion sur les murs de sa chapelle de culte édifiée au-dessus de son caveau.

## Vie
« Ce grand prêtre menait la vie d'un prince. Il possédait des terres, des vergers, des vignes ; ses greniers regorgeaient de céréales ; le bétail abondait dans ses écuries ; ses bateaux voguaient sur le Nil ; la chasse, la pêche, le jeu, la musique charmaient ses loisirs. »

## Sépulture
La « chapelle » funéraire qu'il se fit construire à Tounah el-Gebel fut conçue comme un véritable temple en miniature avec son pronaos et ses chapelles intérieures dédiées à son culte funéraire, entourant un naos qui donnait accès au puits funéraire dans lequel on a retrouvé son sarcophage, aujourd'hui exposé au musée du Caire (n° 6036, salle 49 au rez-de-chaussée).
On y trouve sa biographie dont le texte est inscrit dans la section de la chapelle qu'il a dédié à son père Sishou. C'est pourquoi il commence par s'identifier lui-même comme son jeune fils :
« Son jeune fils bien-aimé, propriétaire de tous ses biens, l'un des Cinq Grands, le maître des saints sièges, 
 le grand prêtre qui voit le dieu dans son sanctuaire, qui porte son seigneur 
 et suit son seigneur, qui entre dans le saint des saints, qui exerce ses fonctions (sacerdotales) avec 
 l'ensemble des grands prophètes : le prophète de l'Ogdoade, chef des prêtres de 
 Sekhmet, chef des prêtres de la troisième et quatrième phylès ; le scribe royal comptable de tous les biens du 
 temple de Khnoum ; le second prophète de Khnoum-Rê, seigneur de Hourer, et d'Hathor, dame de Néferouset ; 
 phylète de la deuxième phylè du temple de Hourer et de Néferouset, le prophète d'Amon-Rê
 et des dieux de ces lieux, Pétosiris, le révéré, appelé 
 Ânkhefenkhonsou, né de la dame Néfer-renpet, justifié ; il dit :  »
Suit un long texte de ses actions.

## Pseudo-Pétosiris
Sous le nom de Néchepso ou de Néchepso-Pétosiris circulent des textes revenant à un Pseudo-Néchepso ou à un Pseudo-Pétosiris. Ces textes écrits en grec traitent d'astrologie, de numérologie ; ils ont été rassemblés par E. Riess en 1891-1893 (Nechepsonis a Petosiridis fragmenta). Le titre est souvent Astrologoumena. La date fait l'objet de débats : -80/-60 selon E. Riess, -150 selon J. Kroll ; ils sont cités dès Thrasylle, astrologue de l'époque de Tibère (empereur de 14 à 37). Néchepso est présenté comme un pharaon et Pétosiris comme un prêtre à son service, alors que le Pétosiris historique vivait vers -300 et le Néchepso historique plus haut encore (peut-être Nekauba, roi gouverneur de Saïs, sous la XXVIe dynastie).
Voici ce qu'en dit la Souda :

« Pétosiris. Égyptien et philosophe, a sélectionné des passages concernant les dieux dans les livres sacrés, conformes aux vues des Grecs et des Égyptiens ; il a aussi écrit des Astrologoumena et un traité Sur les Mystères des Égyptiens. »

En 2011, Kim Ryholt a proposé d'identifier le roi légendaire Néchepso au roi Nékao II à partir de sources démotiques. Le nom du roi serait la transformation en grec de Ny-kȝ.w pȝ-šš (Néchao le sage) et Pétosiris correspondrait au personnage de Pétésis dans les documents démotiques.